# Hombre al agua
«Hombre al agua» es una canción de la banda de rock argentina Soda Stereo, compuesta por Gustavo Cerati y Daniel Melero. Es una de las canciones clásicas del grupo y su versión original apareció en el álbum del año 1990 llamado Canción animal como séptima pista.

## Composición y análisis

### Contenido lírico
Como la mayoría de las letras de Soda Stereo, la de esta canción puede tener varias interpretaciones, pero se cree que habla de una persona que se lanza a un nuevo desafío (dejar atrás una pareja), desafío de resultado incierto. Partes como "voy flotando por el río", "voy envuelto en la corriente", "Hombre al agua" hacen referencia a que se lanza a ese desafío.

### Estructura musical
La versión original comienza con efectos de sonido que imitan al mar, luego comienza a sonar la batería; después se le une el teclado, un sonido de guitarra y comienza el bajo que se destaca, luego cuando comienza el estribillo se une la guitarra eléctrica. En las últimas partes se repite varias veces "voces que se agitan" y "un barco a la deriva".

## Versiones
Un año más tarde del lanzamiento del sencillo, aparece la versión en vivo en el Gran Rex como primera pista del álbum Rex mix. Solo que en la última parte la batería suena diferente haciendo que la canción termine un poco más rockeada. En las giras de presentación de Dynamo y Sueño stereo se seguiría tocando.
Luego, en el año 1997, la canción se interpretó en la minigira de despedida llamada El Último Concierto, y fue publicada en el álbum El último concierto A como tercera pista. En esta versión, cuando la canción está empezando Cerati dice "Aqua", "a veces abajo de la superficie... a veces arriba, ¡eh!". Y ahí comienzan a sonar los teclados y más después el bajo. Curiosamente, Cerati no pronuncia las palabras "son tan atractivas...". A diferencia de la original, después de cuando dice "todos gritarán hombre al agua..." no comienza a sonar la batería; sino suenan los teclados por un rato y recién después comienza la batería. Termina parecido a la versión en el Gran Rex.
Como solista, Cerati la interpretó en la gira de presentación de Bocanada, entre septiembre de 1999 y junio de 2000.
En 2008, Bahiano hizo una versión de esta canción en su álbum Nómade.
Diez años después se volvió a interpretar en la gira de regreso del grupo llamada Me Verás Volver; pero más roquera. Esta versión apareció al siguiente año en el álbum Gira me verás volver CD1, como quinta pista.
Otra vez, diez años después fue incluida una nueva versión remezclada en el álbum SEP7IMO DÍA como pista número 15.

## Listado de canciones
| Disco de vinilo promocional de 7 pulgadas |                         |          |  |
| N.º                                       | Título                  | Duración |  |
| 1.                                        | «Un millón de años luz» | 5:03     |  |
| 2.                                        | «Hombre al agua»        | 5:53     |  |
| 10:56                                     |                         |          |  |

## Créditos y personal

### Miembros originales
- Gustavo Cerati: guitarra, letrista y compositor
- Zeta Bosio: bajo y producción
- Charly Alberti: batería

### Artistas invitados
- Daniel Melero: teclados y letrista
- Tweety González: guitarra acústica
- Andrea Álvarez: percusión
- Mariano López: ingeniero
- Eduardo Bergallo: ingeniero